# Туази-ле-Дезер
Туази́-ле-Дезе́р (фр. Thoisy-le-Désert) — коммуна во Франции, находится в регионе Бургундия. Департамент коммуны — Кот-д’Ор. Входит в состав кантона Пуйи-ан-Осуа. Округ коммуны — Бон.
Код INSEE коммуны — 21630.

## Население
Население коммуны на 2010 год составляло 208 человек.
| 1962 | 1968 | 1975 | 1982 | 1990 | 1999 | 2010 |
| ---- | ---- | ---- | ---- | ---- | ---- | ---- |
| 225  | 193  | 157  | 149  | 147  | 163  | 208  |

## Экономика
В 2010 году среди 129 человек трудоспособного возраста (15—64 лет) 94 были экономически активными, 35 — неактивными (показатель активности — 72,9 %, в 1999 году было 71,6 %). Из 94 активных жителей работали 91 человек (50 мужчин и 41 женщина), безработных было 3 (2 мужчин и 1 женщина). Среди 35 неактивных 9 человек были учениками или студентами, 17 — пенсионерами, 9 были неактивными по другим причинам.